# Labidostomis pallidipennis
Labidostomis pallidipennis је врста тврдокрилца из породице буба листара (Chrysomelidae).
Инсект је дуг 7–11 mm. У свему је сличан врсти Labidostomis cyanicornis, али је мало већи и на пронотуму има фине длачице. Антене су црне, али су почетни сегменти смеђи.